# Prosopocoilus bruijni pelengensis
Prosopocoilus bruijni pelengensis es una especie de coleóptero de la familia Lucanidae.

## Distribución geográfica
Habita en Peleng (Indonesia).